# Hermandad Lírica

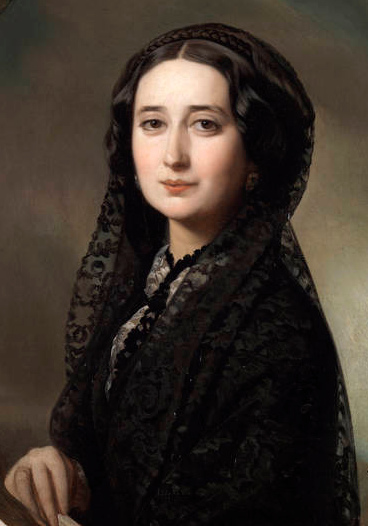
Carolina Coronado

Con el nombre de Hermandad Lírica se suele designar a un grupo de mujeres poetas pertenecientes al Romanticismo que se relacionaron y se dieron apoyo mutuo a través de la literatura y del relato de sus inquietudes vitales en España en el siglo XIX. Sus primeras publicaciones están en torno a 1840. La figura central fue la poeta Carolina Coronado. Crearon un corpus compacto de versos de amor dirigidos primordialmente a otras mujeres, a menudo poetas. Dos décadas después, desapareció esta solidaridad y además su corpus literario y su autoría femenina empezaron a ser desacreditados e ignorados.
Mantenían una correspondencia intensa siendo su principal promotora Coronado. Así formarían parte de este grupo además de ella, Vicenta García Miranda, Teresa Verdejo y Durán, Amalia Fenollosa, Rogelia León, Pilar Sinués, Ángela Grassi, Manuela Cambronero, Dolores Cabrera y Heredia y Robustiana Armiño, entre otras.

## Rasgos comunes

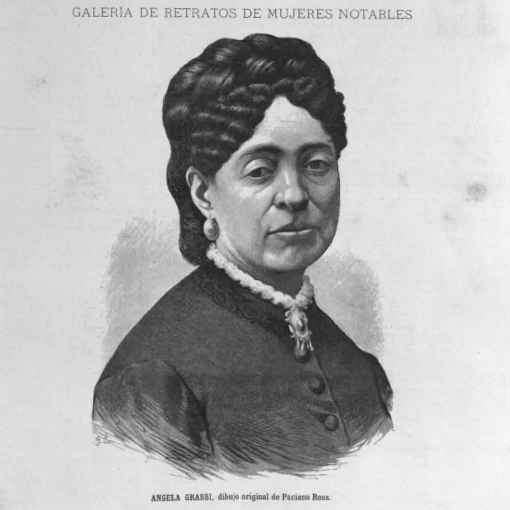
Ángela Grassi

Habían nacido en torno al año 1820, pertenecían a familias de la burguesía acomodada, fueron autodidactas, coincidieron en sus intereses poéticos y humanos, en las amistades literarias, en ciertos puntos geográficos y en varias publicaciones femeninas.
El Romanticismo proporcionó a las mujeres, incluso a las de ideología más conservadora, la convicción de su derecho a expresarse líricamente, a pesar de que la palabra poetisa se utilizaba para ridiculizar a las mujeres que ponían en práctica esta convicción, como expresó Rosario de Acuña en su poema Poetisa. Necesitaban desahogarse por la asfixia que producía en muchas de ellas el encierro obligado en el ámbito doméstico.
Las mujeres que se atrevieron a escribir e intentaron ser escritoras reconocidas tuvieron que enfrentarse a las adversidades culturales e históricas que las relegaban a un segundo plano. Por ello, desarrollaron estrategias que les ayudaron a sobrevivir como autoras. Tres fueron las pioneras: Josefa Massanés, Gertrudis Gómez de Avellaneda y Carolina Coronado, que publicaron libros entre 1841 y 1843. Lo que hacían primero era publicar en una revista y, después, pasaban sus creaciones a un libro de poesía, para lo que fue importante la ayuda de escritoras ya consagradas.
Publicaron en innumerables revistas especializadas para mujeres. Varias escritoras llegaron a ser directoras de estas revistas: Angela Grassi de El correo de la Moda de Madrid y Faustina Sáez de Melgar de La Violeta. La mayoría comenzó a escribir en pueblos o ciudades de provincias aunque cuando llegaron a ser escritoras profesionales se trasladaron a Madrid o Barcelona.

## Temas

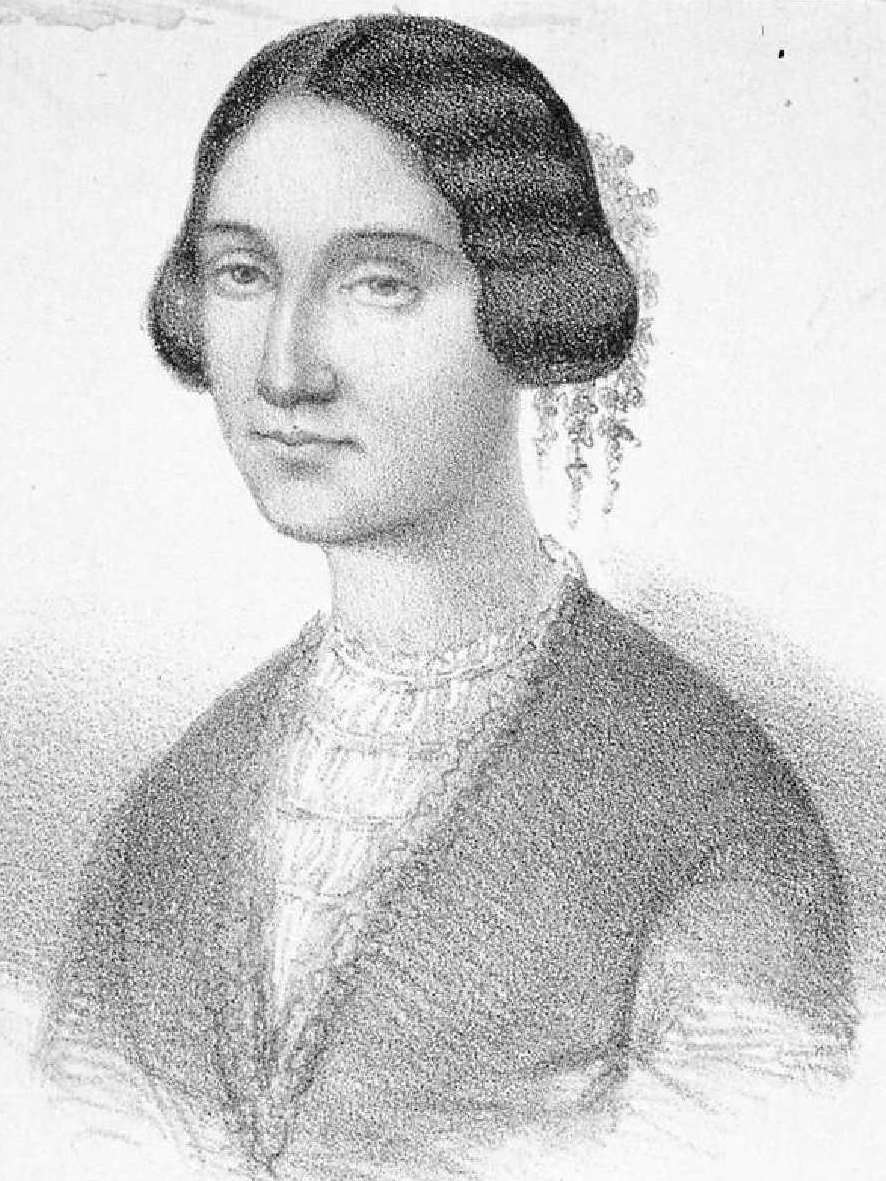
Dolores Cabrera y Heredia

Carolina Coronado escribió una serie titulada Cantos de Safo con la que quiso recuperar la memoria de la poeta griega Safo de Mitilene y poner en juego su deseo de libertad y genealogía femenina buscando referentes en la conquista de la autoría literaria.
Uno de los temas principales era el amor y la amistad, que se materializa en poemas de reconocimiento en un cruce entre sentimientos y reglas poéticas.  Tomaron de sus colegas masculinos el vocabulario y las fórmulas de la poesía erótica, que les ayudó a expresar en sus poemas una hermandad espiritual de ayuda mutua. Siendo Coronado el centro de esta red de sororidad, fue quien recibió más dedicatorias. Alguno de estos poemas pueden ser equívocos ya que hay una indefinición del objeto erótico y de la relación entre la voz lírica y el destinatario del poema. Un claro ejemplo es Dolores Cabrera y Heredia.
Otro tema que abunda en sus escritos es el tema del destino doloroso de la mujer que va desde la melancolía de Fenollosa hasta la exhortación de García Miranda en su poema A las españolas publicado en 1851.
También defendieron el valor de la inteligencia de la mujer, tan denostado por sus colegas masculinos. Destaca el poema de Cabrera y Heredia, El hastío. No reivindicaban derechos políticos, sino el acceso de las mujeres a la cultura impresa, a la actividad intelectual y a la expresión literaria.

## Trascendencia
La obra poética de la Hermandad Lírica constituyó un claro antecedente en la poesía posterior. Sus influencias son claras en Gustavo Adolfo Bécquer, cuyos poemas, por ejemplo, recuerdan a Dolores Cabrera y Heredia en el que la mujer es una mujer hermosa pero incapaz de sentir amor. También está influenciado por poemas de Carolina Coronado. Más clara es la influencia del poema de Cabrera y Heredia titulado Las golondrinas, claro precedente del Volverán las oscuras golondrinas del poeta sevillano.

## Otras lecturas
- Medina, Raquel; Zecchi, Barbara, eds. (2002). «La hermandad lírica, Bécquer y la ansiedad de autoría». Sexualidad y Escritura (Barcelona: Anthropos). pp. 33-60.